# Giro de Emilia 2023
La 106.ª edición de la clásica ciclista Giro de Emilia fue una carrera en Italia que se celebró el 30 de septiembre de 2023 con inicio en la ciudad Carpi y final en el Santuario de Nuestra Señora de San Luca la ciudad de San Luca sobre un recorrido de 204,1 kilómetros.
La carrera formó parte del UCI ProSeries 2023, calendario ciclístico mundial de segunda división, y fue ganada por el esloveno Primož Roglič del Jumbo-Visma. Completaron el podio, como segundo y tercer clasificado respectivamente, el esloveno Tadej Pogačar del UAE Emirates y el británico Simon Yates del Jayco AlUla.

## Equipos participantes
Tomaron parte en la carrera 25 equipos: 16 de categoría UCI WorldTeam invitados por la organización, 6 de categoría UCI ProTeam y 3 de categoría Continental. Formaron así un pelotón de 173 ciclistas de los que acabaron 97. Los equipos participantes fueron:
| WorldTeams (16)- AG2R Citroën Team - Alpecin-Deceuninck - Astana Qazaqstan Team - Bora-Hansgrohe - Cofidis - EF Education-EasyPost - Groupama-FDJ - Ineos Grenadiers - Jumbo-Visma - Lidl-Trek - Movistar Team - Soudal Quick-Step - Arkéa-Samsic - Team DSM-Firmenich - Team Jayco AlUla - UAE Team Emirates ProTeams (6)- Bingoal WB - Eolo-Kometa - Green Project-Bardiani CSF-Faizanè - Israel-Premier Tech - Q36.5 Pro Cycling Team - Team Corratec-Selle Italia Equipos continentales (3)- Beltrami TSA-Tre Colli - GW Shimano-Sidermec - Team Technipes #inEmiliaRomagna |
| |

## Clasificación final
- La clasificación finalizó de la siguiente forma:[3]

| \| Clasificación general \| Clasificación general \| Clasificación general \| Clasificación general \| Clasificación general \| \| Ciclista \| Ciclista \| Equipo \| Tiempo \| \| \| --------------------- \| --------------------- \| --------------------- \| --------------------- \| --------------------- \| \| 1.º \| Primož Roglič \| Jumbo-Visma \| 4 h 49 min 44 s \| \| \| 2.º \| Tadej Pogačar \| UAE Team Emirates \| + 1 s \| \| \| 3.º \| Simon Yates \| Team Jayco AlUla \| + 1 s \| \| \| 4.º \| Enric Mas \| Movistar Team \| + 4 s \| \| \| 5.º \| Michael Woods \| Israel-Premier Tech \| + 4 s \| \| \| 6.º \| Aleksandr Vlásov \| Bora-Hansgrohe \| + 6 s \| \| \| 7.º \| Richard Carapaz \| EF Education-EasyPost \| + 9 s \| \| \| 8.º \| Giulio Ciccone \| Lidl-Trek \| + 15 s \| \| \| 9.º \| Adam Yates \| UAE Team Emirates \| + 42 s \| \| \| 10.º \| Warren Barguil \| Arkéa-Samsic \| + 58 s \| \| |                  |                       |                 |
| |                  |                       |                 |
| Fuente: ProCyclingStats |                  |                       |                 |
| Clasificación general |                  |                       |                 |
| Ciclista | Ciclista         | Equipo                | Tiempo          |
| 1.º | Primož Roglič    | Jumbo-Visma           | 4 h 49 min 44 s |
| 2.º | Tadej Pogačar    | UAE Team Emirates     | + 1 s           |
| 3.º | Simon Yates      | Team Jayco AlUla      | + 1 s           |
| 4.º | Enric Mas        | Movistar Team         | + 4 s           |
| 5.º | Michael Woods    | Israel-Premier Tech   | + 4 s           |
| 6.º | Aleksandr Vlásov | Bora-Hansgrohe        | + 6 s           |
| 7.º | Richard Carapaz  | EF Education-EasyPost | + 9 s           |
| 8.º | Giulio Ciccone   | Lidl-Trek             | + 15 s          |
| 9.º | Adam Yates       | UAE Team Emirates     | + 42 s          |
| 10.º | Warren Barguil   | Arkéa-Samsic          | + 58 s          |

## Ciclistas participantes y posiciones finales
Convenciones:
- AB-N: Abandono en la etapa "N"
- FLT-N: Retiro por llegada fuera del límite de tiempo en la etapa "N"
- NTS-N: No tomó la salida para la etapa "N"
- DES-N: Descalificado o expulsado en la etapa "N"

## UCI World Ranking
El Giro de Emilia otorgó puntos para el UCI World Ranking para corredores de los equipos en las categorías UCI WorldTeam, UCI ProTeam y Continental. Las siguientes tablas son el baremo de puntuación y los diez corredores que obtuvieron más puntos:
| Posición              | 1.º | 2.º | 3.º | 4.º | 5.º | 6.º | 7.º | 8.º | 9.º | 10.º | 11.º | 12.º | 13.º | 14.º | 15.º | 16.º-30.º | 31.º-40.º |
| Clasificación general | 200 | 150 | 125 | 100 | 85  | 70  | 60  | 50  | 40  | 35   | 30   | 25   | 20   | 15   | 10   | 5         | 3         |

| Clasificación |                  |                       |         |
| Posición      | Ciclista         | Equipo                | General |
| ------------- | ---------------- | --------------------- | ------- |
| 1.º           | Primož Roglič    | Jumbo-Visma           | 200     |
| 2.º           | Tadej Pogačar    | UAE Emirates          | 150     |
| 3.º           | Simon Yates      | Jayco AlUla           | 125     |
| 4.º           | Enric Mas        | Movistar              | 100     |
| 5.º           | Michael Woods    | Israel-Premier Tech   | 85      |
| 6.º           | Aleksandr Vlásov | Bora-Hansgrohe        | 70      |
| 7.º           | Richard Carapaz  | EF Education-EasyPost | 60      |
| 8.º           | Giulio Ciccone   | Lidl-Trek             | 50      |
| 9.º           | Adam Yates       | UAE Emirates          | 40      |
| 10.º          | Warren Barguil   | Arkéa Samsic          | 35      |